# Sardieu
Sardieu és un municipi francès situat al departament de la Isèra i a la regió d'Alvèrnia-Roine-Alps. L'any 2007 tenia 862 habitants.

## Demografia

### Població
El 2007 la població de fet de Sardieu era de 862 persones. Hi havia 308 famílies de les quals 66 eren unipersonals (39 homes vivint sols i 27 dones vivint soles), 92 parelles sense fills, 119 parelles amb fills i 31 famílies monoparentals amb fills.
La població ha evolucionat segons el següent gràfic:
Habitants censats

### Habitatges
El 2007 hi havia 356 habitatges, 313 eren l'habitatge principal de la família, 22 eren segones residències i 22 estaven desocupats. 321 eren cases i 35 eren apartaments. Dels 313 habitatges principals, 251 estaven ocupats pels seus propietaris, 56 estaven llogats i ocupats pels llogaters i 6 estaven cedits a títol gratuït; 1 tenia una cambra, 6 en tenien dues, 32 en tenien tres, 81 en tenien quatre i 193 en tenien cinc o més. 273 habitatges disposaven pel capbaix d'una plaça de pàrquing. A 113 habitatges hi havia un automòbil i a 189 n'hi havia dos o més.

### Piràmide de població
La piràmide de població per edats i sexe el 2009 era:
| Homes | Edats   | Dones |
| ----- | ------- | ----- |
| 0     | 95 o +  | 0     |
| 4     | 90 a 94 | 4     |
| 0     | 85 a 89 | 4     |
| 4     | 80 a 84 | 8     |
| 8     | 75 a 79 | 20    |
| 20    | 70 a 74 | 8     |
| 12    | 65 a 69 | 24    |
| 20    | 60 a 64 | 24    |
| 20    | 55 a 59 | 24    |
| 24    | 50 a 54 | 16    |
| 32    | 45 a 49 | 12    |
| 20    | 40 a 44 | 24    |
| 8     | 35 a 39 | 8     |
| 32    | 30 a 34 | 24    |
| 16    | 25 a 29 | 20    |
| 24    | 20 a 24 | 0     |
| 24    | 15 a 19 | 16    |
| 16    | 10 a 14 | 16    |
| 32    | 5 a 9   | 16    |
| 20    | 0 a 4   | 16    |

## Economia
El 2007 la població en edat de treballar era de 507 persones, 379 eren actives i 128 eren inactives. De les 379 persones actives 350 estaven ocupades (191 homes i 159 dones) i 30 estaven aturades (8 homes i 22 dones). De les 128 persones inactives 53 estaven jubilades, 37 estaven estudiant i 38 estaven classificades com a «altres inactius».

### Ingressos
El 2009 a Sardieu hi havia 350 unitats fiscals que integraven 978 persones, la mediana anual d'ingressos fiscals per persona era de 16.679 €.

### Activitats econòmiques
Dels 24 establiments que hi havia el 2007, 2 eren d'empreses alimentàries, 1 d'una empresa de fabricació d'altres productes industrials, 7 d'empreses de construcció, 4 d'empreses de comerç i reparació d'automòbils, 2 d'empreses de transport, 1 d'una empresa d'hostatgeria i restauració, 4 d'empreses de serveis, 2 d'entitats de l'administració pública i 1 d'una empresa classificada com a «altres activitats de serveis».
Dels 9 establiments de servei als particulars que hi havia el 2009, 1 era un taller de reparació d'automòbils i de material agrícola, 1 paleta, 1 guixaire pintor, 3 fusteries, 2 lampisteries i 1 restaurant.
Dels 2 establiments comercials que hi havia el 2009, 1 era una fleca i 1 una botiga d'electrodomèstics.
L'any 2000 a Sardieu hi havia 29 explotacions agrícoles que ocupaven un total de 1.064 hectàrees.

## Equipaments sanitaris i escolars
El 2009 hi havia una escola elemental.

## Poblacions més properes
El següent diagrama mostra les poblacions més properes.